# Henry Hallett Dale
Sir Henry Hallett Dale (London, 9. lipnja 1875.  - Cambridge, 23. srpnja 1968.),  engleski neuroznanstvenik dobitnik Nobelove nagrade za fiziologiju ili medicinu.

## Istraživanje
Iako je Dale sa svojim kolegama prvi otkrio acetilkolin kao mogući neurotransmiter 1914.g., tek je Otto Loewi pokazao njegovu važnost u živačnom sustavu.
Godine 1936. podijelio je Nobelovu nagrada zajedno s Ottom Loewijem za svoje istraživanje acetilkolina kao sredstva kemijskog prijenosa živčanog impulsa.
Dale je zaslužan i za Dalev zakon (Dalevo pravilo), koji kaže da pojedini neuron može otpuštati na svom aksonu samo jedan neurotransmiter. Iako danas znamo da postoje neuroni u mozgu koji "koizlučuju" neurotransmiter sa signalnim peptidnim hormonom (npr. acetilkolin s vazoaktivnim intestinalnim peptidom), Dalev zakon, iako netočan, primjenjiv je na većinu neurona.

## Vanjske poveznice
- Nobelova nagrada - životopis (engl.)